# Goring-on-Thames
Goring-on-Thames, ook Goring, is een civil parish in het bestuurlijke gebied South Oxfordshire, in het Engelse graafschap Oxfordshire met 3187 inwoners.